# Syllegomydas brachiatus
Syllegomydas brachiatus is een vliegensoort uit de familie Mydidae. De wetenschappelijke naam van de soort is voor het eerst geldig gepubliceerd in 1941 door Seguy.
De soort komt voor in Algerije.